# Puerto Fitz Roy
Puerto Fitz Roy o Puerto Fitzroy (en inglés: Port Fitzroy) es una bahía en la costa este de la isla Soledad del archipiélago de las Malvinas, que según la Organización de las Naciones Unidas (ONU), está en litigio de soberanía entre el Reino Unido, quien la administra como parte del territorio británico de ultramar de las Malvinas, y la Argentina, quien reclama su devolución, y la integra en el departamento Islas del Atlántico Sur de la provincia de Tierra del Fuego, Antártida e Islas del Atlántico Sur.
Esta entrada de agua marca el sur de la Península de Freycinet y es por donde desemboca el río Fitz Roy. En su interior se encuentra la isla del Este, la isla Tussac, y el asentamiento de Bahía Agradable. Aquí también se hallan la Hoya Chasco, Hoya Norte, Caleta Playa, Bahía Bajío y Caleta Fitz.